# 13278 Grotecloss
A 13278 Grotecloss (ideiglenes jelöléssel 1998 QK42) a Naprendszer kisbolygóövében található aszteroida. A LINEAR projekt keretében fedezték fel 1998. augusztus 17-én.